# 印尼魮鯉
印尼魮鯉（学名：Puntioplites bulu）為輻鰭魚綱鯉形目鯉科的一個種，分布於亞洲泰國、柬埔寨、馬來西亞及印尼，體長可達35公分，棲息在水深較深的水域，屬雜食性，以昆蟲及植物等為食，為具經濟價值的食用魚。